# Parafia Najświętszej Maryi Panny Różańcowej w Myszkowie
Parafia Najświętszej Maryi Panny Różańcowej – rzymskokatolicka parafia znajdująca się w Myszkowie, w dzielnicy Mrzygłód. Należy do dekanatu Myszków i archidiecezji częstochowskiej.
Została utworzona w XIV wieku i obecnie jest najstarszą w mieście. Kościół parafialny ukończono w 1653 roku, konsekrowany w 1662 roku.